# Andreas Matthäus Wolfgang
Andreas Matthäus Wolfgang, född 1660, död 1736, var en tysk författare och gravör. Han föll offer för slavhandeln på Barbareskkusten sedan han tillfångatagits av barbareskpiraterna, och utgav en skildring av sina erfarenheter i slaveri i Algeriet.
Han var son till Georg Andreas Wolfgang den äldre från Augsburg och bror till Johann Georg Wolffgang. Bröderna blev upplärda till gravörer av sin far i England. Då de återvände till Tyskland 1684 tillfångatogs de av barberskpiraterna och levde som slavar i Alger tills de blev friköpta 1691. 